# Estación de Trooz
La estación de Trooz es una estación de tren belga situada en Trooz, en la provincia de Lieja, región Valona.
Pertenece a la línea  de S-Trein Lieja.

## Situación ferroviaria
La estación se encuentra en la línea 37 (Lieja-Hergenrath).

## Intermodalidad
| Línea | Procedencia                | Parada     | Destino                |
| ----- | -------------------------- | ---------- | ---------------------- |
| 31    | LIÈGE République Française | TROOZ Gare | TROOZ Gare SNCB        |
| 33    | LIÈGE République Française | TROOZ Gare | VAUX-CHÈVREMONT Vesdre |
| 188   | PRAYON Château             | TROOZ Gare | PEPINSTER Athénée      |